# Esaú Fernández
Esaú Fernández Galindo(22 de octubre de 1989 en Camas, Sevilla) es un torero español.

## Biografía
Esaú Fernández debutó de luces el 28 de mayo de 2005 en Jaén, cortando tres orejas en su primera aparición. Debutó con picadores en Las Matas (Madrid) el 1 de mayo de 2009 en un cartel completado por Paco Chaves y Juan Manuel Jiménez con novillos de Apolinar Soriano. Hizo su presentación en la plaza de toros de Las Ventas (Madrid) el 21 de marzo de 2010 acartelado junto a Javier Herrero y Cristian Escribano con novillos de Hnos. Torres Gallego. 

### Alternativa
Tomó la alternativa el 3 de mayo de 2011 en Sevilla compartiendo cartel con "Morante de la Puebla" y "El Cid", saliendo en hombros por la puerta principal al cortar dos orejas, una oreja a cada uno de sus toros.
Confirmó la alternativa en Madrid el 11 de mayo de 2012 acartelado con Uceda Leal y David Mora con toros de Montalvo. En la actualidad, es uno de los toreros jóvenes mejor valorados del siglo XXI.